# Dinochloa dielsiana
Dinochloa dielsiana är en gräsart som beskrevs av Pilg.. Dinochloa dielsiana ingår i släktet Dinochloa och familjen gräs. Inga underarter finns listade i Catalogue of Life.